# 김정우 (야구 선수)
김정우(金情旴, 1999년 5월 15일 ~ )는 KBO 리그 두산 베어스의 투수이다.

## 아마추어 시절
동산고등학교 시절 투수와 타자를 겸업했다. 경기 초반에는 타자로 나왔다가 후반에는 마무리 투수로 나와 팀을 승리로 이끌었다.

## SK 와이번스시절
2018년 신인 드래프트에서 1차 지명됐다. 2019년 5월 25일 NC전에서 구원 등판하며 데뷔 첫 경기를 치렀고, 경기에서 1이닝 1실점을 기록했다.

## 상무 야구단시절
2020년에 입단하였다.

## SSG 랜더스시절
2022년에 복귀하였다.

## 두산 베어스시절
2023년 5월 25일 당시 두산 베어스 소속이었던 강진성과 1:1 트레이드를 통해 이적하였다.

## 경력
- 2017년 제 28회 세계 청소년 야구 선수권 대회 국가대표

## 수상
- 2016년 대통령배 전국 고교 야구 대회 미기상

## 출신 학교
- 소래초등학교
- 소래중학교(전학) → 인천 동산중학교
- 동산고등학교

## 통산 기록
| 연도 | 팀명  | 평균자책점 | 경기 | 완투 | 완봉 | 승 | 패 | 세 | 홀 | 승률 | 타자 | 이닝 | 피안타 | 피홈런 | 볼넷 | 사구 | 탈삼진 | 실점 | 자책점 |
| ---- | ----- | ---------- | ---- | ---- | ---- | -- | -- | -- | -- | ---- | ---- | ---- | ------ | ------ | ---- | ---- | ------ | ---- | ------ |
| 2019 | SK    | 9.00       | 1    | 0    | 0    | 0  | 0  | 0  | 0  | -    | 6    | 1    | 2      | 0      | 1    | 0    | 0      | 1    | 1      |
| 2023 | 두산  | 9.45       | 7    | 0    | 0    | 0  | 0  | 0  | 0  | -    | 38   | 6⅔   | 11     | 1      | 7    | 0    | 6      | 7    | 7      |
| 2024 | 두산  | 81.00      | 1    | 0    | 0    | 0  | 0  | 0  | 0  | -    | 4    | ⅓    | 3      | 0      | 0    | 0    | 0      | 3    |        |
| 통산 | 3시즌 | 12.38      | 9    | 0    | 0    | 0  | 0  | 0  | 0  | -    | 48   | 8    | 16     | 1      | 8    | 0    | 6      | 11   | 11     |